# Escudo de Cozuelos de Fuentidueña
El escudo de Cozuelos de Fuentidueña es el símbolo más importante de Cozuelos de Fuentidueña, municipio de la provincia de Segovia, comunidad autónoma de Castilla y León, en España. 

## Descripción
El escudo de Cozuelos de Fuentidueña fue oficializado el 13 de noviembre de 2005, y su descripción heráldica es:

«Escudo medio partido y cortado. 1.º de plata, pino arrancado de sinople. 2.º de  azur, estrella de doce puntas de plata. 3.º de  sinople,  oveja de plata, acompañada a la diestra de haz de tres espigas y a la siniestra de rama de  rubia, ambas de oro. Al timbre Corona Real cerrada de España.»
Boletín Oficial de Castilla y León nº 36/2006